# Chlorophorus anulifer
Chlorophorus anulifer är en skalbaggsart som beskrevs av Heller 1926. Chlorophorus anulifer ingår i släktet Chlorophorus och familjen långhorningar.
Artens utbredningsområde är Nepal. Inga underarter finns listade i Catalogue of Life.